# Stefan (biskup płocki)
Stefan (zm. ok. 1099 roku) – pierwszy historyczny biskup płocki, prepozyt płockiej kapituły katedralnej, kanonik płocki, rządy w diecezji objął około 1088 roku dzięki poparciu Władysława Hermana.
Brak jest źródeł pisanych na jego temat, jednak w XVI wieku, podczas przebudowy katedry płockiej dokonywanej przez biskupa Andrzeja Noskowskiego, znaleziono jego grób.